# St Louis Suns United FC
Saint Louis Suns United Football Club w skrócie Saint Louis Suns United FC – seszelski klub piłkarski, mający siedzibę w Victorii, grający w pierwszej lidze seszelskiej. Klub powstał w 2007 roku w wyniku fuzji Saint-Louis FC (założonego w latach 70.) i Sunshine SC (założonego w 1993).

## Sukcesy
- I liga[1]:
  - mistrzostwo (16): 1979, 1980, 1981, 1983, 1985, 1986, 1987, 1988, 1989, 1990, 1991, 1992, 1994 (jako Saint-Louis FC)), 1995 (jako Sunshine SC), 2017, 2024 (jako Saint Louis Suns United).

- Puchar Seszeli[2]:
  - zwycięstwo (5): 1988, 2003 (jako Saint-Louis FC), 2000 (jako Sunshine SC), 2010, 2017 (jako Saint Louis Suns United)

- Puchar Prezyenta Seszeli[2]:
  - zwycięstwo (2): 2003 (jako Saint-Louis FC), 2008 (jako Saint Louis Suns United).

## Występy w afrykańskich pucharach
| Sezon     | Rozgrywki                 | Runda   | Kraj              | Klub                      | Dom | Wyjazd | Dwumecz |
| --------- | ------------------------- | ------- | ----------------- | ------------------------- | --- | ------ | ------- |
| 1989      | Puchar Mistrzów           | wstępna | Madagaskar        | COSFAP                    | 0–0 | 1–0    | 1–0     |
| 1989      | Puchar Mistrzów           | 1       | Mauritius         | Fire Brigade SC           | 0–1 | 0–1    | 0–2     |
| 1990      | Puchar Mistrzów           | wstępna | Somalia           | Mogadishu Municipality FC | 4–2 | 0–1    | 4–3     |
| 1990      | Puchar Mistrzów           | 1       | Kenia             | AFC Leopards              | 3–3 | 2–4    | 5–7     |
| 1991      | Puchar Mistrzów           | wstępna | Madagaskar        | ASF Fianarantsoa          | 0–0 | 1–4    | 1–4     |
| 1992      | Puchar Mistrzów           | wstępna | Tanzania          | Young Africans SC         | 1–3 | 1–4    | 2–7     |
| 1996      | Puchar Mistrzów           | wstępna | Etiopia           | Saint-George SA           | 2–1 | 0–1    | 2–2     |
| 1998      | Puchar Zdobywców Pucharów | wstępna | Rwanda            | Rwanda FC                 | 0–1 | 1–6    | 1–7     |
| 2001      | Puchar Zdobywców Pucharów | 1       | Botswana          | Mogoditshane Fighters     | 2–1 | 2–3    | 4–4     |
| 2001      | Puchar Zdobywców Pucharów | 2       | Południowa Afryka | Kaizer Chiefs FC          | 0–2 | 0–3    | 0–5     |
| 2004      | Puchar Konfederacji       | wstępna | Madagaskar        | Léopards de Transfoot     | 2–2 | 0–4    | 2–6     |
| 2018      | Liga Mistrzów             | wstępna | Tanzania          | Young Africans SC         | 1–1 | 0–1    | 1–2     |
| 2019/2020 | Puchar Konfederacji       | wstępna | Południowa Afryka | TS Galaxy FC              | 0–1 | 0–1    | 0–2     |

## Stadion
Domowe mecze klub rozgrywa na stadionie o nazwie Stade Linité w Victorii, który może pomieścić 10000 widzów.